# Freimut Götsch
Freimut Götsch (* 23. Juli 1938 in Großräschen) ist ein deutscher Schauspieler und Synchronsprecher.

## Leben
Nach dem Abitur 1956 trat er eine Lehre als Feinmechaniker an. Ab 1959 absolvierte er ein Studium an der Filmuniversität Babelsberg Konrad Wolf, um Schauspieler zu werden. Während des Studiums erhielt er seine erste Rolle 1961 in dem Spielfilm Das Rabaukenkabarett. Ab 1986 folgte freiberufliche Arbeit als Synchronregisseur, Dialogbuchautor und Synchronsprecher.

## Filmografie (Auswahl)

### Schauspieler
- 1961: Das Rabauken-Kabarett
- 1962: Königskinder
- 1964: Egon und das 8. Weltwunder (Fernsehfilm)
- 1965/2005: Fräulein Schmetterling
- 1969/1977: Die seltsame Reise des Alois Fingerlein (Theateraufzeichnung)
- 1972: Die große Reise der Agathe Schweigert (Fernsehfilm)
- 1972: Aller Liebe Anfang (Fernsehfilm)
- 1972: Polizeiruf 110: Verbrannte Spur
- 1972: Polizeiruf 110: Das Ende einer Mondscheinfahrt (Fernsehreihe)
- 1973: Polizeiruf 110: Gesichter im Zwielicht
- 1973: Polizeiruf 110: Nachttresor
- 1974: Der Sandener Kindermordprozess (Fernsehfilm)
- 1974: Polizeiruf 110: Der Tod des Professors
- 1974: Polizeiruf 110: Nachttaxi
- 1975: Polizeiruf 110: Der Mann
- 1977: Urlaub nach Prospekt (Fernsehfilm)
- 1979: Herbstzeit (Fernsehfilm)
- 1981: Unser kurzes Leben
- 1983: Polizeiruf 110: Eine nette Person
- 2008: Schausteins letzter Film (Fernsehfilm)

### Synchronsprecher
Woody Allen
- 2012: als Woody Allen in Paris-Manhattan
- 2012: als Jerry in To Rome with Love
- 2016: als Kommentarsprecher in Cafe Society
- 2016–2017: als Sidney J. Munsinger in Crisis in Six Scenes

#### Filme
- 1961: Oleg Andrejewitsch Anofrijew als Letika in Das purpurrote Segel
- 1991: Michel Serault als Baudu in Karambolage
- 1977: Joe Melia als Brent in Deckname Sweeney
- 2009: Andy Griffith als Grandpa Joe in Play the Game
- 2011: Jon Key als Bogrod in Harry Potter und die Heiligtümer des Todes – Teil 2
- 2015: Léon Zyguel als Léon Zyguel in Die Schüler der Madame Anne
- 2015: Michael Dobson als Xolal in Mune – Der Wächter des Mondes
- 2016: Bob Peterson als Herr Rochen in Findet Dorie
- 2017: Dick Gregory als Dan in Das Leuchten der Erinnerung
- 2019: Joe Pesci als Russell Bufalino in The Irishman
- 2019: Wallace Shawn als Frank in Marriage Story
- 2023: Victor Garber als Sabino (Ashas Großvater) in Wish

#### Serien
- 1992: Kenneth Tigar als Dr. Barnes/John Austin in Wonder Woman
- 2010: John Witherspoon als Granddad Freeman in The Boondocks
- 2012: Jack Carter als Burt in New Girl
- 2013: Sam Waterston als Charlie Skinner in The Newsroom
- 2013: Stephen Root als Mehltau in Die Drachenreiter von Berk
- 2014: Hank Azaria als Woody Allen in Die Simpsons
- 2015: Donald Högberg als Konrad Waldemar in Blutsbande
- 2016: Ronald Pickup als Sir Michael Reresby in Downton Abbey
- 2016: als Porter in Sherazade
- 2016: als Shredlock in Kirby Buckets
- 2016: als Frere Anselme in Public Enemies
- 2016: als Imperator in Lego Star Wars: Die Abenteuer der Freemaker
- 2016: Michael Antonakos als Khanjikhan in Ninjago
- 2017: Ernest Adams als Eddie in Baskets
- 2017: Waldorf in Muppet Magic Moments
- 2018: Henry Goodman als Rathenau in Genius
- 2019–2024: Len Cariou als Henry Reagan (2. Stimme) in Blue Bloods – Crime Scene New York
- 2021–2023: David McCallum als Dr. Donald „Ducky“ Mallard (4. Stimme) in Navy CIS
- 2021: Ed Asner als Carl Fredricksen (2. Stimme) in Dug-Tage
- 2021, 2025: Oh Young-soo als Oh Il-nam (001) in Squid Game